# Albert Eschenmoser
Albert Eschenmoser (Erstfeld, 5 de agosto de 1925 – 14 de julho de 2023) é um químico suíço.

## Condecorações
- Prêmio Wolf de Química (1986)
- Condecoração Austríaca de Ciência e Arte (1993)
- «Oparin Medal» (2002)
- Prêmio Tetrahedron